# Melitaea transcaucasica
Melitaea transcaucasica is een vlinder uit de familie Nymphalidae. De wetenschappelijke naam van de soort is voor het eerst geldig gepubliceerd in 1921 door Emilio Turati.